# Holiday Switch
Holiday Switch is een televisiefilm onder regie van Bert Kish die rond kerstmis 2007 uitgebracht werd. De film heeft Nicole Eggert en Maya Ritter in de hoofdrollen. De film had de working title A Christmas Wish.